# 趙潤
趙潤（1434年—？），字良玉，山東兖州府濟寧州人，軍籍。明朝政治人物。進士出身。

## 生平
山東鄉試第十名。成化八年（1472年）壬辰科會試第九十六名，殿試登進士第三甲第八名。

## 家族
曾祖父趙恭讓。祖父趙廣。父亲趙孜。